# Єжова Олена Іванівна
Олена Іванівна Єжова, у першому шлюбі Глухарьова, в другому Гусєва (нар. 1793 (деякі словники помилково називають 1787, але в цей рік народилася її сестра Катерина), Санкт-Петербург, Російська імперія — пом. 21 або 27 лютого 1853, Санкт-Петербург, Російська імперія) — артистка Петербурзької імператорської трупи, оперна співачка (сопрано і меццо-сопрано) і драматична акторка.

## Біографія
Рідна сестра: драматична акторка тієї ж Петербурзької трупи Катерина Єжова; на тій же сцені служила ще одна сестра Марія.
Олена Єжова, як і її сестри, навчалися в Петербурзькій театральній школі. Ще ученицею вперше вийшла на сцену в 1806 році, виконавши роль Фетиньї в опері «Мельник — чаклун, хвалько та сват» М. М. Соколовського. Закінчивши театральну школу в 1809 році, відразу була призначена до оперної частини Петербурзької імператорської трупи. Крім академічних оперних ролей, виконувала народні пісні. Все своє творче життя виступала на сцені Большого Кам'яного театру — спочатку як оперна співачка, а з віком (у 1820-х рр.) повністю перейшла в драматичну частину.
Була драматичною акторкою комічного амплуа, створюючи на сцені, головним чином, образи простолюдинок: солдаток, кухарок, нянь, свах, сварливих жінок. Сучасна критика визначала унікальність акторки через «зовнішню виразність, щирість тону, багатство мовної інтонації та яскраво підкреслену типовість» й оцінювала її вплив на наступні покоління драматичних акторок: її «вплив дуже значний: такі великі акторки, як Ю. М. Лінська, М. М. Александрова, В. В. Стрельська, при виконанні жіночих комічних ролей слідували традиціям Гусєвої».
Всього Олена Єжова прослужила на Петербурзькій імператорській сцені понад 40 років. Померла 1853 року на сцені, граючи в комедії Сухоніна «Російське весілля».
Музичний репертуар виконувала під керівництвом К. Кавоса.

## Оперні партії
- 1807 — «Діва Дунаю» С. І. Давидова або К. Кавоса[6] — Веліда (перша виконавиця)
- 1809 — «Дівич-вечір, або Філаткіне весілля» О. М. Тітова — Соломоніда (перша виконавиця)
- 1818 — «Новий бедлам, або Прогулянка до будинку божевільних» Л. В. Маурера — Аглая (перша виконавиця)
- 1818 — «Перекинуті вози»  Ф. А. Буальдье — Пані Аврора де Глісенвій (вперше на російській сцені)
- 1819 — « Мельник - чаклун, брехло і сват » М. М. Соколовського — Фетіна (вперше в петербурзькому Великому театрі)
- 1820 — «Нова метушня, або Женихи чужих наречених» К. Кавоса — Галчин (перша виконавиця)
- 1821 — «Нареченого конем не об'їдеш, або Немає лиха без добра» Л. Маурера — Грімардо (перша виконавиця)
- 1822 — «Карантин» О. М. Верстовського і  Л. В. Маурера — Бригадирша Арбатова
- 1823 — «Продажна одноколка» Ф. Ю. Шольца — Андронівна (вперше в Петербурзі)
- 1823 — «Місячна ніч, або Домові» О. О. Аляб'єва — Трусімова (перша виконавиця)
- 1827 — «Моя дружина виходить заміж» О. О. Аляб'єва та О. М. Верстовського — Пані Бонішон (вперше в Петербурзі)

## Драматичні ролі
- «Двоємужниця, або Навіщо підеш, то і знайдеш» О. О. Шаховського — сваха Кузьмівна (перша виконавиця)
- «Недоросток» Д. І. Фонвізіна — Єремеївна
- 19 квітня 1836 року — «Ревізор» М. В. Гоголя — слюсарка Пошльопкіна (перша виконавиця)
- 9 грудня 1842 — «Одруження» — сваха Текля (перша виконавиця)
- 20 січня 1884 — «Без вини винуваті» О. М. Островського — Аннушка (вперше в Санкт-Петербурзі)

Крім того, на рахунку Олени Єжової величезна кількість водевільних ролей репертуару 1830—1840 рр.

## Партнери
Є. П. Бобров, А. І. Вальберхова, М. В. Величкин, Я. С. Воробйов, К. І. Гамбуров, Федір Григор'єв, О. П. Долбілов, О. М. Карайкина, Г. Ф. Климовський, М. С. Лебедєв, А. Поляков, О. Ю. Пономарьов, Х. Ф. Рахманова, Є. В. Рикалова, В. М. Самойлов, С. В. Самойлова, Н. С. Семенова, О. Я. Сосницька, М. О. Чудин, Василь С. Шарапов, В. А. Шемаєв, І. І. Сосницький, О. Є. Мартинов, О. І. Афанасьєв, М. Й. Дюр, В. М. Асенкова, Григор'єв 1-й, Григор'єв 2-й, П. І. Толчонов, П. К. Бормотова, М. Г. Беккер, Л. П. Фалєєв та багато інших.